# Emilio Grandinetti
Emilio Grandinetti (Decollatura, 29 ottobre 1882 – Chicago, 22 giugno 1964) è stato un sindacalista, attivista e giornalista italiano naturalizzato statunitense.
Fu tra i fondatori del sindacato americano dei lavoratori del tessile (Amalgamated Clothing Workers of America), ed un'importante voce della comunità italoamericana, con oltre cinquant'anni di carriera giornalistica su diverse testate.

## Biografia
Emilio Grandinetti nacque a Decollatura, in provincia di Catanzaro, nel 1882, primo figlio di una numerosa famiglia. Il padre Antonio aveva in gestione un’osteria mentre la madre, Filomena Pascuzzi, era filatrice. 
Completata la scuola elementare a Catanzaro, proseguì gli studi in Sicilia al Regio Istituto Tecnico di Messina. 

### Il periodo messinese e i primi contatti col movimento operaio
La Sicilia di quegli anni era agitata da profonde sollevazioni sociali che vedevano i fasci siciliani dei lavoratori opporsi all'azione di governo, dapprima di Giolitti e poi di Crispi. In quel contesto, Grandinetti divenne subito parte attiva delle proteste operaie e sindacali, assieme ad altri studenti catanzaresi, tra cui Vittorio Butera.
A Messina entrò in contatto con il Partito Socialista locale e con le sue figure più eminenti, come Giovanni Noè. Assieme all'azione di piazza, Grandinetti cominciò la sua attività di giornalista sulla rivista indipendente Germinal  e su altre pubblicazioni socialiste. 
Nel 1906, forse per sfuggire alla persecuzione politica, si imbarcò col fratello Angelo Raffaele verso gli Stati Uniti d'America. 

### Gli Stati Uniti e la carriera da sindacalista
Sbarcato in America, Grandinetti si diresse a New York, ospite del poeta sua compaesano Michele Pane. La sua casa a Little Italy era un vibrante salotto, nel quale Grandinetti ebbe occasione di conoscere intellettuali e artisti del calibro di Riccardo Cordiferro. Grazie a Pane, trovò lavoro in banca ma abbandonò velocemente l'occupazione per ritornare alla sua attività di giornalista. Poco tempo dopo si spostò a Chicago con la compagnia Elvira Forte, con la quale ebbe il primo di sei figli. 
A Chicago Grandinetti trovò terreno fertile per la sua azione politica. Iniziò lavorando nell'industria del tessile, al tempo la più grande industria di Chicago, la quale impiegava al novantasette percento lavoratori immigrati di prima o seconda generazione. Gli italiani in particolare, vista la poca familiarità con la lingua inglese, erano vittime di un importante sfruttamento, con stipendi finanche dimezzati rispetto a lavoratori e lavoratrici di altre nazionalità. 
A causa delle disastrose condizioni di lavoro, il 22 settembre 1910 sedici lavoratrici della Hart Schaffner Marx abbandonarono uno stabilimento in segno di protesta, dando inizio ad uno dei più grandi scioperi della storia operaia statunitense. Per cinque mesi, 41.000 tra lavoratori e lavoratrici, insieme a sindacati, associazioni di settore e contributori privati, si scontrarono con i grandi marchi del tessile e le autorità di Chicago. 
In quei mesi di massiccia mobilitazione nacque e si formò una nuova classe di leader sindacali dei quali Grandinetti faceva sicuramente parte.  Tale è la fama che il calabrese guadagnò, da figurare in una canzone composta durante le proteste: 
(Giuseppe Ambra, "O sciopero d’e sarti di Chicago”)
Dai protagonisti di quello sciopero nacque nel 1914 l'Amalgamated Clothing Workers of America (ACWA), sindacato dei lavoratori del tessile del quale Grandinetti fu una delle voci più attive fino al suo pensionamento del 1948, celebrato con una grande cena in suo onore.

ACWA nel 1919. Grandinetti è il terzo in basso da sinistra

Durante la carriera nel ACWA contribuì ad organizzare proteste principalmente su Chicago, St. Louis e Cincinnati, senza abbandonare mai l'attività giornalistica. Scrisse su Il Lavoro e The Advance - le riviste in lingua italiana ed inglese del sindacato - con numerose partecipazioni anche su altre testate. Al suo pensionamento divenne co-redattore del giornale La Parola del Popolo, sul quale ebbe una rubrica fissa fino agli ultimi anni di vita. 
Per tutto il tempo in cui il Partito Nazionale Fascista fu al potere in Italia, Grandinetti non mancò di schierarsi con decisione contro il regime. Diventa uno dei corrispondenti della Italian Emergency Rescue Committee che, come raccontato in rapporto del 1941 dall'ambasciatore Italiano a Washington, forniva assistenza ai rifugiati politici in fuga dalla gestapo e dall'OVRA.  Per la fervente attività antifascista portata avanti in America, questi fu schedato come sovversivo dalle autorità italiane in collaborazione con quelle statunitensi, ma nessun provvedimento fu preso nei suoi confronti.
Morì presso il Columbus Hospital di Chicago, fondato da Madre Cabrini, il 22 giugno 1964 dopo due giorni di ricovero.

## Memoria
Per i cinquant'anni dalla morte, il comune di Decollatura ha dedicato una giornata in memoria di Grandinetti coordinata dalla sindaca Cardamone, dalla storica Katia Massara, esperta di emigrazione politica del primo Novecento, e dal professor Giuseppe Musolino.
Nel 2021 il Teatro del Carro produce lo spettacolo Passi sulla mia testa. La drammaturgia di Fabio Butera mette insieme le voci di tre importanti italoamericani Arturo Giovannitti, Michele Pane ed Emilio Grandinetti, nel tentativo di raccontare attraverso poesie e frammenti di giornale un lato della emigrazione italiana fatta di intellettuali e dissidenti politici. 
Larga parte degli scritti di Grandinetti è conservata nell'archivio della biblioteca dell'Università del Minnesota.